# يانيك كولباخر
يانيك كولباخر (بالألمانية: Jannik Kohlbacher) مواليد 19 يوليو 1995 في بنسهايم، ألمانيا، هو لاعب كرة يد ألماني يلعب كمحور. يلعب حاليا مع نادي فتسلار لكرة اليد ويحمل الرقم 80. مثل منتخب ألمانيا لكرة اليد.

## سجل المنافسة
شارك في البطولات التالية:
- بطولة العالم لكرة اليد للرجال 2017
- بطولة أوروبا لكرة اليد للرجال 2016

## الإنجازات
- بطولة أوروبا لكرة اليد للرجال:
  -  ذهبية: بطولة أوروبا لكرة اليد للرجال 2016

## روابط خارجية
- يانيك كولباخر على موقع الاتحاد الأوروبي لكرة اليد (الإنجليزية)
- يانيك كولباخر على موقع الدوري الألماني لكرة اليد (الألمانية)
- يانيك كولباخر على موقع أوليمبيديا (الإنجليزية)
- يانيك كولباخر على موقع اللجنة الأولمبية الألمانية (الألمانية)